# Rio Lajeado Agudo
O rio Lajeado Agudo é um curso de água do estado de Santa Catarina, no Brasil. Faz parte da sub-bacia 72 do rio Uruguai, na cidade de Campos Novos.